# Conus asterousiaensis
Espèce
Conus asterousiaensis est une espèce fossile de mollusques gastéropodes marins de la famille des Conidae.

## Taxonomie

### Publication originale
L'espèce Conus asterousiaensis a été décrite pour la première fois en 2021 par les malacologistes Christos Psarras (d), Efterpi Koskeridou (d) et Didier Merle (d) .